# Pilea poeppigiana
Pilea poeppigiana är en nässelväxtart som beskrevs av Hugh Algernon Weddell. Pilea poeppigiana ingår i släktet pileor, och familjen nässelväxter. Inga underarter finns listade i Catalogue of Life.